# Volodimir Ivanovics Oniscsenko
Volodimir Ivanovics Oniscsenko, ukránul: Володимир Іванович Онищенко (Stecsanka, 1949. október 28. –) szovjet váloga5tott ukrán labdarúgó, csatár, edző.

## Pályafutása

### Klubcsapatokban
Felnőtt labdarúgó-pályafutását 1970-ben kezdte el a Gyinamo Kijev csapatában; a klubbal ötször lett szovjet bajnok, kétszer szovjet kupagyőztes, valamint tagja volt az 1975-ben Kupagyőztesek Európa-kupája és UEFA-szuperkupa győztes csapatnak is, a KEK-döntőben csapata három találata közül kettőt ő szerzett. A Gyinamo Kijev csapatától 1978-ban vonult vissza. 1971 és 1973 között két évet a Zarja Vorosilovgrád csapatánál is játszott.

### A válogatottban
1972 és 1977 között 44 alkalommal lépett pályára a szovjet válogatottban; tagja volt az 1972-es és az 1976-os olimpiai bronzérmes keretnek, valamint az 1972-es Európa-bajnoki ezüstérmes csapatnak is.

### Edzőként
Edzőként megfordult a Dinamo Kijev és a Metalurh Doneck csapatainál, valamint pályaedzőként az ukrán válogatott munkáját is erősítette. Jelenleg a válogatott megfigyelőjeként dolgozik.

## Sikerei, díjai
Gyinamo Kijev :
- Szovjet labdarúgó-bajnokság győztes: 1971, 1972, 1974, 1975, 1977
- Szovjet labdarúgókupa győztes: 1974, 1978
- Kupagyőztesek Európa-kupája győztes: 1975
- UEFA-szuperkupa győztes: 1975

 Szovjetunió :
- Európa-bajnokság ezüstérem: 1972
- Olimpiai bronzérem: 1972, 1976